# Ilariya Raykova
Ilariya Alekseyevna Raykova (* 17. September 1896 in Ura-Tjube, Oblast Samarkand, Generalgouvernement Turkestan, Russisches Kaiserreich; † 24. Oktober 1981 in Taschkent) war eine usbekisch-sowjetische Wissenschaftlerin, Biologin, Geografin und Reisende.
Ihr botanisches Autorenkürzel lautet „Raikova“.

## Leben
Ilariya Raykova wurde am 17. September 1896 in der alten Handwerkerstadt Ura-Tjube (heute Istarawschan in Tadschikistan) in der Oblast Samarkand des Generalgouvernements Turkestan in die Familie des Militärpriesters Alexei Raikow geboren.
1913 schloss sie das Frauengymnasium in Samarqand mit einer Goldmedaille ab. 1914 trat sie in die Höheren Bestuschew-Kurse in Sankt Petersburg ein und schloss 1919 ihr Studium der Biologie an der Fakultät für Physik und Mathematik der Zweiten Petrograder Universität ab, wobei sie sich auf Botanik spezialisierte. 1920 wurde sie in Moskau zur Lehrerin für Botanik gewählt und in die Organisationsgruppe der Staatlichen Universität Turkestan in Taschkent aufgenommen.
1923 besuchte sie als Mitglied der Expedition der Turkestan-Abteilung der Russischen Geographischen Gesellschaft zum ersten Mal den Pamir. Während ihrer wissenschaftlichen Tätigkeit arbeitete Ilariya Raykova mit vielen bedeutenden Forschern der Sowjetunion in Zentralasien zusammen: P. A. Baranow, Je. P. Korowin, Michail Popow, D. N. Kaschkarow, M. M. Sowetkina, F. N. Russanow, A. L. Brodski, Nikolai Korschenewski, Dmitri Naliwkin, R. I. Abolin, O. W. Salenski und anderen.
Sie begann ihre Pamir-Pflanzenbauexperimente unter der freundlichen und interessierten Beteiligung von Akademiemitglied Nikolai Iwanowitsch Wawilow. Viele ihrer Bemühungen auf der Pamir-Biostation entwickelten sich später zu ganzen wissenschaftlichen Forschungsgebieten, die in Dutzenden von Artikeln und soliden Monographien von späteren Pamirforschern veröffentlicht wurden.
Sie verstarb am 24. Oktober 1981 im Alter von fünfundachtzig Jahren und ist auf dem Friedhof Nr. 1 in der S. P. Botkin-Straße in Taschkent begraben.

## Ehrungen
- Leninorden (1957, 1981)
- Orden der Oktoberrevolution (1971)
- Orden des Roten Banners der Arbeit (1946, 1967)
- Ehrenwissenschaftler der Usbekischen SSR,
- korrespondierendes Mitglied der Akademie der Wissenschaften der Republik Usbekistan,
- Ehrenmitglied der Russischen Botanischen Gesellschaft und der Russischen Geographischen Gesellschaft.